# France expertise internationale
Pour les articles homonymes, voir FEI et FCI.

Logo de France expertise internationale

France expertise internationale (FEI) est un établissement public à caractère industriel et commercial français, créé par la loi n° 2010-873 du 27 juillet 2010 relative à l'action extérieure de l'État, qui a pour but de promouvoir l'assistance technique et l'expertise internationale françaises à l'étranger.
Il prend la suite du groupement d'intérêt public France coopération internationale (FCI) créé en 2001 et se fond en 2015 dans Expertise France.

## Présentation

Créé le 1er avril 2011 avec le statut d’établissement public à caractère industriel et commercial (loi no 2010-873 du 27 juillet 2010 relative à l'action extérieure de l’État) et placé sous la tutelle du ministère chargé des Affaires étrangères, FEI est l’héritier du groupement d’intérêt public France coopération internationale.